# EToro
eToro er en social trading- og multi-asset-mæglervirksomhed, der fokuserer på at levere finansielle og kopi-handelstjenester. Virksomheden har registrerede kontorer på Cypern, Israel, Storbritannien, USA, Australien, Tyskland og De Forenede Arabiske Emirater. I 2025 var virksomheden valueret til over 5,64 milliarder amerikanske dollars.

## Historie
eToro blev stiftet under navnet RetailFX i 2007 i Tel Aviv af Yoni Assia, Ronen Assia og David Ring.
Mellem 2007 og 2013 indsamlede virksomheden 31,5 millioner dollars i fire finansieringsrunder. I december 2014 indsamlede eToro 27 millioner dollars fra russiske og kinesiske investorer. I december 2017 blev eToro og CoinDash partnere for at udvikle Blockchain-baseret social handel. I 2018 samlede eToro yderligere 100 millioner dollars ind i en privat finansieringsrunde. Samlet set rapporterer eToro at have modtaget investeringer for mere end 162 millioner dollars.
I marts 2019 opkøbte eToro det danske blockchain-selskab Firmo for et ikke bekendtgjort beløb. I marts 2021 meddelte eToro, at firmaet planlægger at blive et børsnoteret selskab gennem en SPAC -fusion på 10,4 milliarder dollars.

## Virksomhed
eToro primære kontorer ligger i Limassol i Cypern, London i Storbritannien og Tel Aviv i Israel, med regionale kontorer i Sydney i Australien, Hoboken i New Jersey, og Hongkong og Beijing i Kina. eToro er reguleret af CySEC myndigheden i EU. eToro er godkendt af FCA i Storbritannien, af FinCEN i USA og af ASIC i Australien. Virksomheden rapporterer at operere i 140 lande med over 20 millioner brugere.